# 棕胁阔嘴鸟
棕胁阔嘴鸟（学名：Smithornis rufolateralis），是阔嘴鸟科非洲阔嘴鸟属的一种，分布于几内亚、乌干达、加蓬、科特迪瓦、安哥拉、加纳、中非共和国、多哥、尼日利亚、赤道几内亚、利比里亚、苏丹、贝宁、塞拉利昂、卢旺达、布隆迪、刚果民主共和国、喀麦隆和刚果。全球活动范围约为842,000平方千米。该物种的保护状况被评为无危。
棕胁阔嘴鸟的平均体重约为19.1克。栖息地包括亚热带或热带的湿润低地林、亚热带或热带严重退化的前森林和亚热带或热带的湿润山地林。